# Anna Brassey
Anna "Annie" Brassey (née Allnutt), Baronne Brassey (7 octobre 1839 – 14 septembre 1887) est une voyageuse et écrivaine anglaise. Son best-seller Voyage d'une famille autour du monde : À bord de son yacht le Sunbeam, est publié en anglais en 1878 et traduit en français en 1885,.

## Biographie
Annie Brassey est née Anna Allnutt à Londres en 1839, fille de John Allnutt. Enfant, elle est confrontée à de graves problèmes de santé. Dans le livre Aux Indes et en Australie dans le yacht le Sunbeam, son mari rappelle que Allnutt souffre d'une maladie héréditaire, une « faiblesse de la poitrine », apparemment une forme de bronchite chronique. A l'âge adulte, elle subit de graves brûlures avec l'embrasement de sa jupe alors qu'elle se tient trop près de la cheminée ; il lui faut six mois pour récupérer.
En 1860, elle épouse le membre du Parlement anglais Thomas Brassey (anobli en 1881 et devenu Comte Brassey en 1886), avec qui elle vit près de sa circonscription d'Hastings. Le couple a cinq enfants avant de débuter leur voyage à bord de leur yacht de luxe, le Sunbeam. Le yacht est probablement nommé d'après le surnom de leur fille Constance Alberta, Rayon de soleil, qui meurt de la scarlatine à l'âge de quatre ans, le 24 janvier 1873. La figure de proue dorée du bateau la représentant est exposée au National Maritime Museum à Greenwich (Londres).
L'ouvrage Voyage d'une famille autour du monde, qui décrit leur voyage autour du monde en 1876-77 avec un effectif de 43 personnes, comprenant la famille, les amis et les membres d'équipage, connaît plusieurs éditions anglaises et est traduit dans cinq autres langues dont le français en 1885. Ses autres récits de voyages comprennent Voyages d'une famille à travers la Méditerranée à bord de son yacht le Sunbeam racontés par la mère (1880); In the Trades, the Tropics, and the Roaring Forties (1885) ; Aux Indes et en Australie dans le yacht le Sunbeam (1889, publié à titre posthume). Elle publie à titre privé dans les œuvres antérieures, y compris A Flight of the Meteor, détaillant les deux croisières en Méditerranée sur leur précédent yacht Meteor et A Voyage in the Eothen, une description de leur voyage vers le Canada et les États-Unis en 1872. Elle participe aussi à la publication de Tahiti, a Series of Photographs du Colonel Henry Stuart-Wortley en 1882.
En juillet 1881, le Roi Kalākaua de Hawaï, qui a beaucoup aimé la description de son royaume, est invité au château de Normanhurst, et il investit Lady Brassey de l'Ordre Royal de Kapiolani.
Sa collection de matériel ethnographique et d'histoire naturelle est présentée dans un musée dans la maison londonienne de son mari jusqu'à leur déplacement au Hastings Museum en 1919. Il y a également plusieurs albums de photos et d'autres documents détenus par la Bibliothèque d'Hastings. Cependant, la grande majorité de ses albums photos se trouve maintenant à la Bibliothèque Huntington à San Marino, en Californie. Sa collection de 70 albums, chacun contenant 72 à 80 épaisses pages, est vue comme un bel exemple d'album de voyage d'époque. Ces albums contiennent des œuvres de Brassey et d'autres qu'elle a recueillies, y compris de photographes commerciaux. Brassey est également une photographe accomplie. Elle rejoint la Société Photographique de Londres (plus tard la Royal Photographic Society) en 1873 et y reste jusqu'à sa mort. Elle expose certaines de ses photographies pendant les expositions de la Société en 1873 et 1886.
Le dernier voyage de Lady Brassey sur le Sunbeam se fait en direction de l'Inde et de l'Australie ; il est entrepris en novembre 1886 pour tenter d'améliorer sa santé. Sur le chemin de l'île Maurice, elle meurt de la malaria, le 14 septembre 1887, et sa dépouille est immergée en mer,,.

## Œuvres
- The Flight of the Meteor, 1869-71 (Mann, Nephews), 1872
- A Cruise in the Eothen, 1872 (F. Platts), 1873
- A Voyage in the Sunbeam, our home on the ocean for eleven months (Longmans, Green), 1878

- Sunshine and Storm in the East, or Cuises to Cyprus and Constantinople (Longmans, Green), 1880

- In the Trades, the Tropics, & the Roaring Forties (Longmans, Green), 1885
- The Last Voyage, to India and Australia, in the Sunbeam (Longmans, Green), 1889Traduit en français sous le titre Aux Indes et en Australie dans le yacht le Sunbeam par Gaston Bonnefont, Tours, A. Marne & fils éditions, 1893
- Tahiti, une série de photographies prises par le Colonel Stuart-Wartley, avec la typographie par Lady Brassey (Sampson Low, Marston, Searle, & Rivington), 1882
- "St. John Ambulance Association : its Works and Objects" (supplément du Club and Institute Journal), 23 octobre 1885

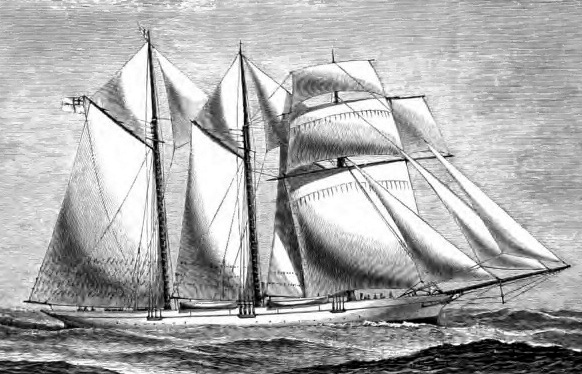
Sunbeam pleine voile
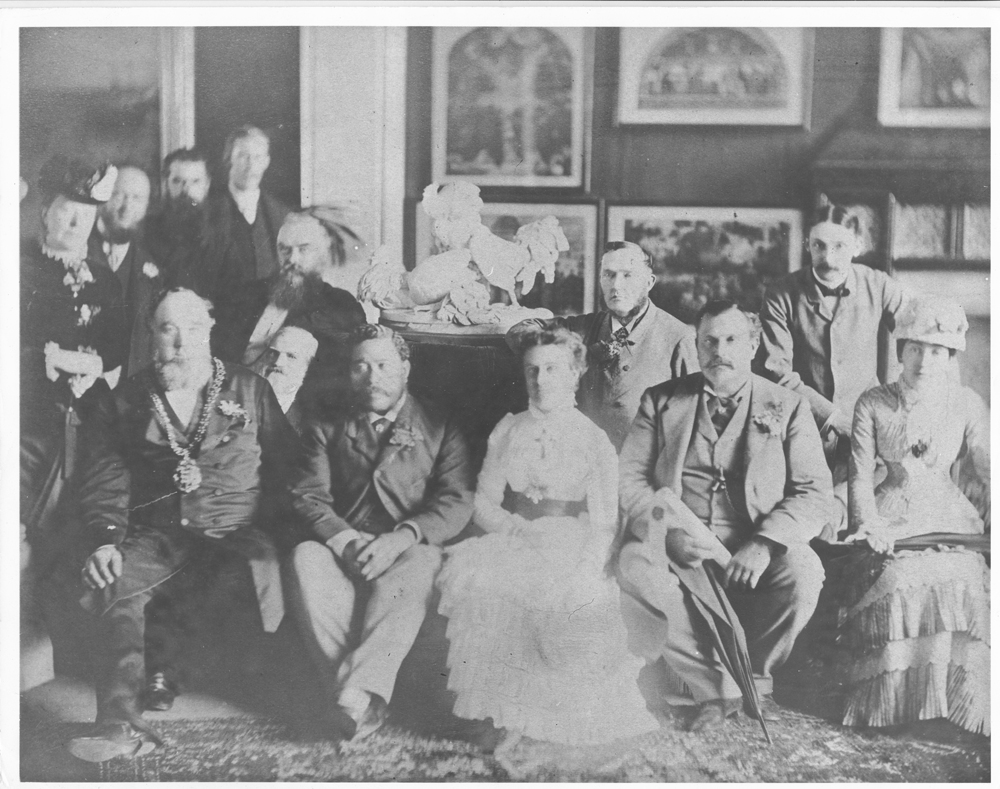
Lord Brassey et sa femme divertissant le Roi Kalākaua de Hawaï, 1881
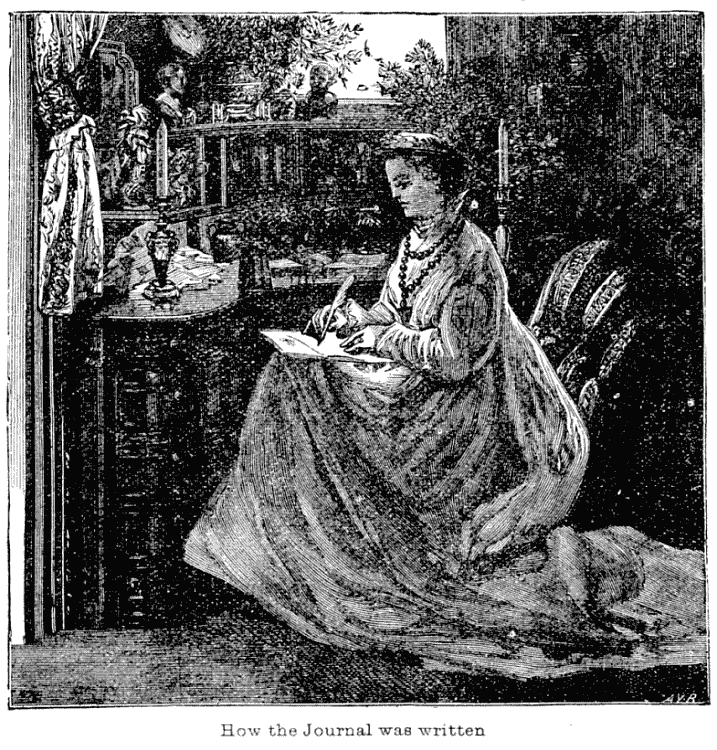
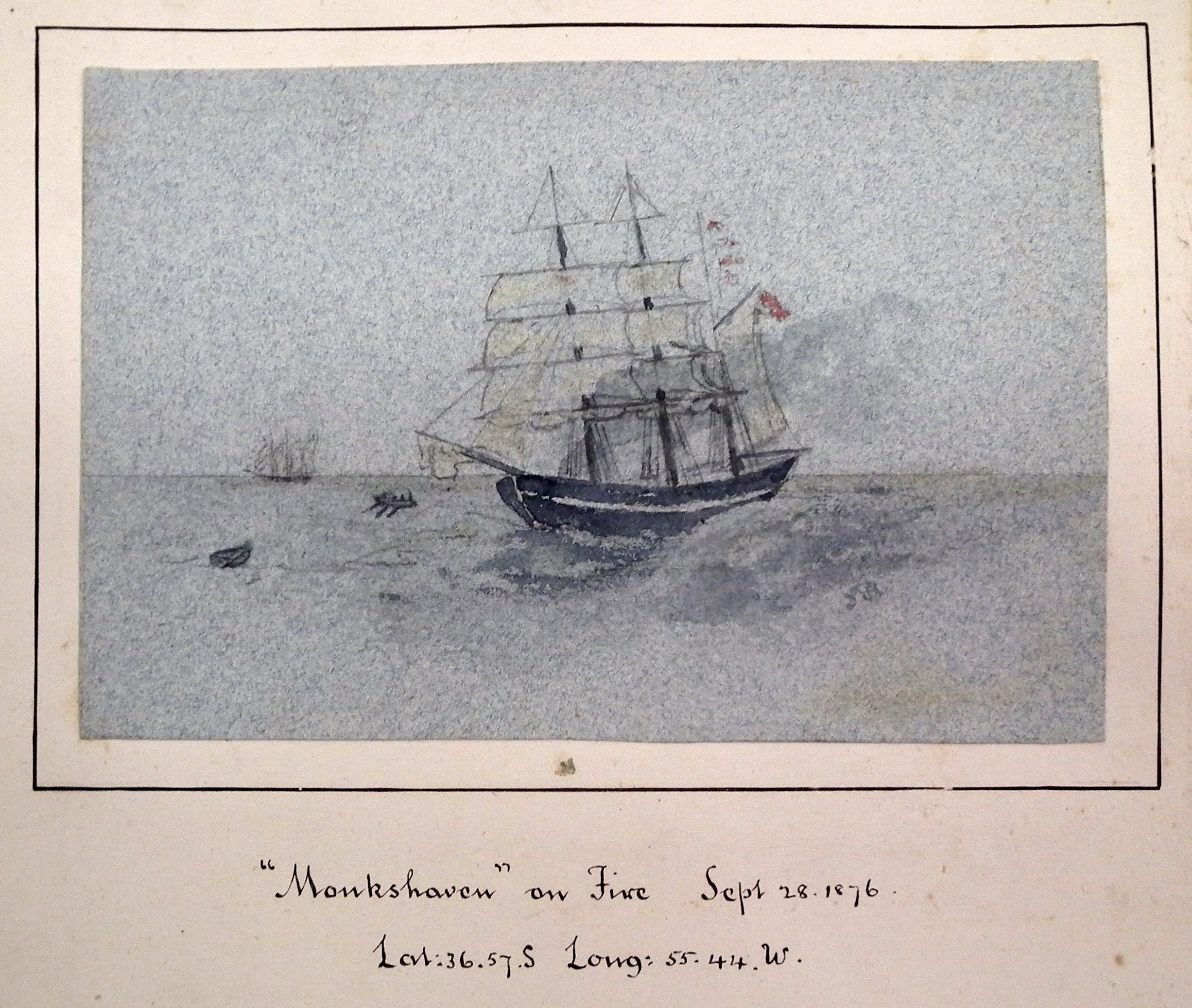
Monkshaven sur le feu, possible esquisse d'Anna Brassey 28 septembre 1876

## Sources
- Brassey [née Allnutt], Anna [Annie], Lady Brassey (1839-1887), l'entrée de l'Oxford Dictionary of National Biography